# Chthiononetes tenuis
Chthiononetes tenuis là một loài nhện trong họ Linyphiidae.
Loài này thuộc chi Chthiononetes. Chthiononetes tenuis được Alfred Frank Millidge miêu tả năm 1993.